# Régence
La Régence (pronuncia francese: [ʁeˈʒɑ̃s], Reggenza) è il periodo nella storia francese compreso tra il 1715 ed il 1723. Dopo la morte di Luigi XIV, il Paese fu governato dal reggente Filippo II d'Orléans fino al raggiungimento della maggiore età da parte di Luigi XV.
L'epoca fu il periodo in cui Filippo fu in grado di farsi largo al potere a discapito del Duca di Maine (figlio illegittimo di Luigi XIV e Madame de Montespan), che era il figlio prediletto del defunto re e aveva avuto una grande influenza. Durante la Reggenza fu in vigore la polisinodia, cioè il sistema di governo in uso in Francia tra il 1715 e il 1718 e nel quale ogni ministro (segretario di stato) era sostituito da un consiglio. Il Reggente introdusse anche il sistema del Mississippi che condusse le finanze del regno e dell'aristocrazia alla bancarotta. I cardinali Dubois e Fleury furono dei personaggi chiave durante tale periodo.
I sovrani europei contemporanei furono Filippo V di Spagna; Giovanni V del Portogallo; Giorgio I di Gran Bretagna; Carlo VI, Imperatore del Sacro Romano Impero e Vittorio Amedeo II, Duca di Savoia; il Savoia era il nonno materno di Luigi XV.

## Eventi precedenti

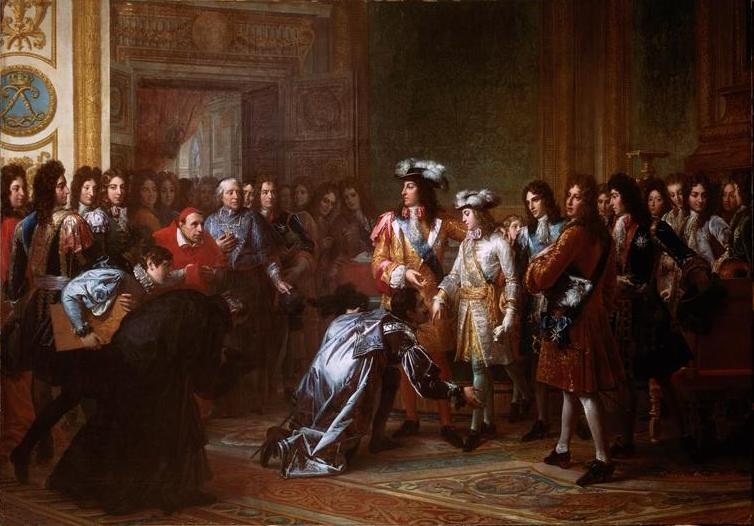
Filippo, principe di Francia, viene proclamato re di Spagna dal nonno Luigi XIV.

Il 16 novembre 1700 Filippo di Francia, duca d'Angiò e nipote di Luigi XIV, divenne re di Spagna col nome di Filippo V, conservando ad ogni modo il diritto di successione al trono spagnolo, motivo per cui si innescò la guerra di successione spagnola.

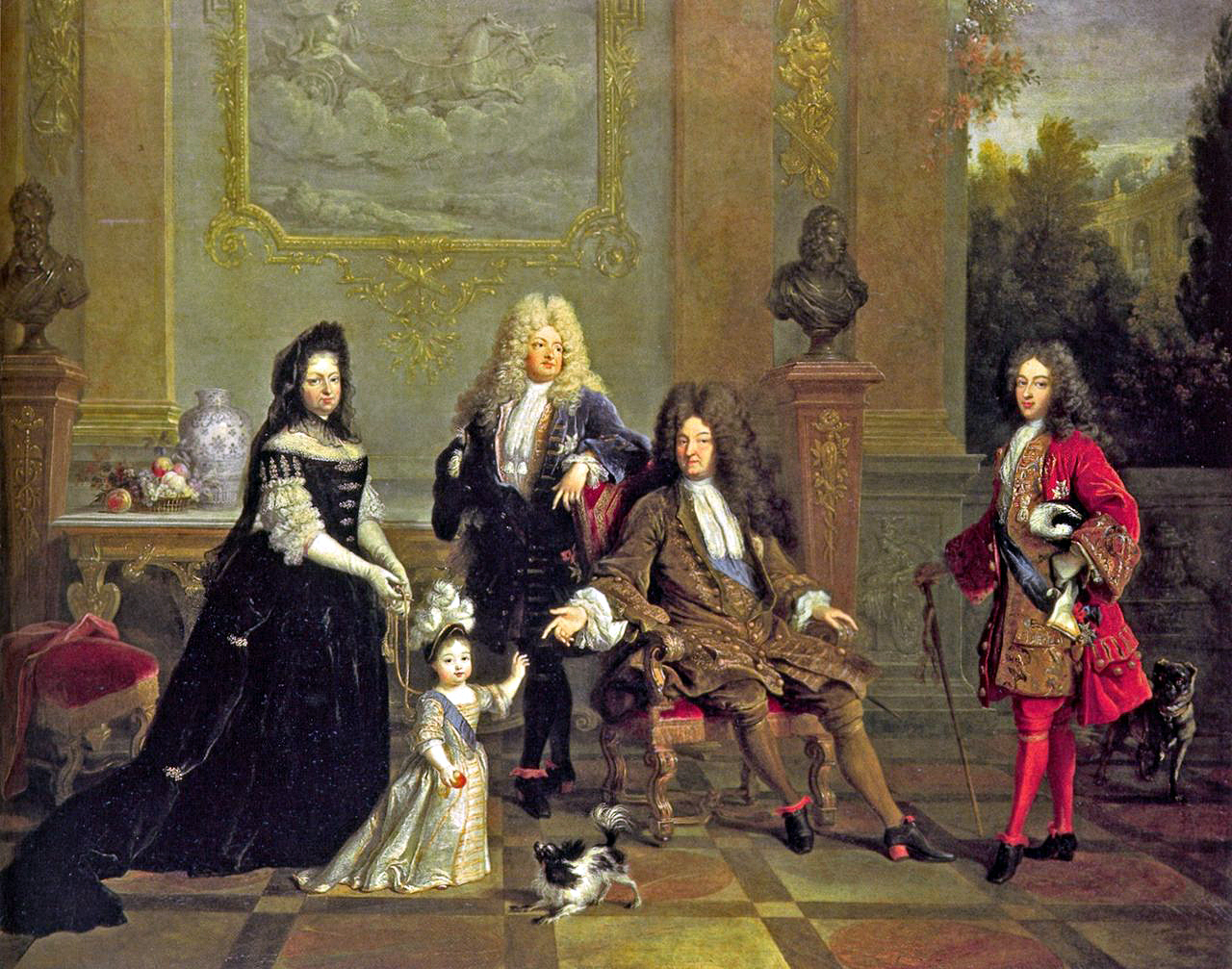
Re Luigi XIV attorniato dai suoi eredi e dalla duchessa di Ventadour.

Nel 1709, mentre i suoi eserciti venivano sconfitti su più fronti, Luigi XIV diede sfoggio della potenza della sua casata, i Borbone, facendosi ritrarre circondato dai suoi eredi diretti: suo figlio, il Gran Delfino, suo nipote, il duca di Borgogna ed il suo pronipote, il duca di Bretagna: era una situazione eccezionale che un sovrano potesse posare contemporaneamente con i suoi tre suoi diretti successori.
Nel 1710, alla nascita del nipote che ottenne il titolo di duca d'Angiò, era ormai palese come Luigi XIV intendesse conservare i diritti sulla corona spagnola per la sua casata.
Il 14 aprile 1711 morì Luigi, il Gran Delfino, figlio di Luigi XIV, e il suo posto di erede al trono fu preso dal figlio maggiore, Luigi duca di Borgogna. Tuttavia il 18 febbraio 1712 anch'egli morì a sua volta, e otto giorni dopo sua moglie lo seguì nella tomba. Divenne quindi Delfino il loro figlio, il duca di Bretagna, ma anch'egli morì l'8 marzo 1712. A quel punto divenne Delfino, il fratello di questi, il duca d'Angiò, ma si temeva anche per lui il peggio data la salute cagionevole.
Il 6 marzo 1714 il trattato di Rastadt pose fine alla guerra di successione spagnola e Filippo V mantenne il suo trono in Spagna, ma dovette rinunciare ai suoi diritti su quello di Francia. Francia e Spagna si impegnarono a garantire che le due corone non venissero mai riunite.
Il 14 aprile 1714, il duca di Berry, Carlo di Francia, ultimo dei nipoti di Luigi XIV (Filippo V di Spagna non era più ufficialmente considerato parte della dinastia francese ma aveva due figli maschi), morì senza posterità. Luigi XIV aveva all'epoca 76 anni e si trovava col piccolo delfino, il futuro Luigi XV, che aveva appena quattro anni.
Con decreto reale del 23 luglio 1714 Luigi XIV legittimò due suoi figli avuti fuori dal matrimonio, il duca del Maine ed il conte di Tolosa, rendendoli così atti eventualmente a succedere al trono reale di Francia.
Il 1º settembre 1715 Luigi XIV morì e nel suo testamento diede disposizioni affinché, una volta divenuto maggiorenne, suo pronipote Luigi XV divenisse sovrano indipendente. Nel frattempo sarebbe però stato sottoposto ad una reggenza, che avrebbe avuto a capo il duca di Maine, mentre il nipote del defunto re, Filippo II, duca d'Orléans, avrebbe ricoperto l'incarico di presidente del consiglio di reggenza.

## Conquista del potere da parte di Filippo d'Orléans
- 2 settembre 1715 : Annullamento della volontà di Luigi XIV; alleanza del Duca d'Orléans e del Parlement de Paris. Prima della morte di Luigi XIV, Filippo d'Orléans era stato membro del Parlement de Paris, essendo un Prince du Sang;
  - Filippo d'Orléans fece annullare la volontà di Luigi XIV con l'approvazione del Parlement de Paris. Filippo fu nominato Reggente per il giovane re Luigi XV come Régent du royaume (Reggente del Regno);
  - Droit de remontrance – questo era il diritto del Parlement de Paris: revocare una legge fatta da un re che era morto; ciò permetteva al parlamento e al Reggente di revocare la volontà del defunto sovrano senza discussione;
- 1º ottobre 1715 : la Polisinodia si teneva a Parigi; era formata dalla più alta nobiltà del paese;

## La Régence
Sotto il titolo e l'appellativo di Sua Altezza Reale Monseigneur Le Régent Filippo d'Orléans era ufficialmente riconosciuto Reggente di Francia per Luigi XV. Filippo era, dopo il re, l'uomo più importante del paese, seguito da suo figlio Luigi d'Orléans (1703–1752). Luigi d'Orléans fu ammesso nel Consiglio di Reggenza il 30 gennaio 1718. Cronologia:

### 1715
- 2 settembre : Annullamento della volontà di Luigi XIV;
- 9 settembre : Corpo di Luigi XIV portato a Saint-Denis; Luigi XV si trasferisce a Vincennes con il Reggente, Madame de Ventadour, Villeroi, Tolosa e Maine; Filippo V di Spagna apprende della morte di suo nonno;
- 12 settembre : Filippo d'Orléans riconosciuto Reggente per ordine del Parlamento;
- 15 settembre : il Droit de remontrance emanato dal Parlamento appoggia la pretesa del Reggente;
- 30 dicembre : Trasferimento di Luigi XV dal Castello di Vincennes al Palazzo delle Tuileries;
- Luigi XV, messo sotto la cura di François de Neufville, Duca di Villeroi, di Guillaume Delisle e del Cardinale de Fleury per la sua educazione;

### 1716
- Fine di gennaio, la Duchessa di Berry, Maria Luisa Elisabetta di Borbone-Orléans dà alla luce una bimba nel Palazzo del Lussemburgo. Questo parto segreto ispira canzoni che denunciano la sessualità sfrenata della giovane vedova, "la nuova Messalina".
- 14 marzo : Creazione della Chambre Ardente, un tribunale straordinario di giustizia in Francia, principalmente tenuto per le dispute riguardanti gli eretici;
- 2 maggio : Filippo d'Orléans permette a John Law di fondare la Banque générale;
- 27 giugno : Nascita di Luisa Diana d'Orléans al Palais-Royal; fu l'ultimo figlio del Reggente;
- 9/10 ottobre : Alleanza con la Gran Bretagna;
- Il futuro Carlo III di Spagna nasce a Madrid (m.1788);

### 1717
- Triplice alleanza; un trattato tra la Repubblica delle Sette Province Unite, Francia e Gran Bretagna, contro la Spagna, cercando di mantenere l'accordo del Trattato di Utrecht del 1713;
- 31 marzo: La seconda figlia del Reggente Luisa Adelaide prende il velo e diventa suora con il nome di Sœur Sainte-Bathilde; i suoi genitori non furono impressionati;
- 21 maggio : Arrivo di Pietro I di Russia a Parigi; fa visita al Re, Versailles, al Reggente, e poi a sua figlia Maria Luisa Elisabetta d'Orléans, Duchessa di Berry. La scandalosa principessa riceve lo zar nel suo palazzo del Lussemburgo nonostante la sua gravidanza avanzata e poi ritorna al castello de la Muette dove rimane fino al termine della sua gestazione. L'imperatore rimane a Parigi; non vede la Duchessa d'Orléans nonostante le sue richieste; Pietro rimane al Grand Trianon;
- 6 giugno 1717 : Acquisto del diamante Régent, in seguito parte dei Gioielli della Corona francese;
- luglio : il Duca di Maine e suo fratello, il Conte di Tolosa, sono rimossi dal loro rango di "Principe del Sangue" dal Parlamento; parto clandestino de la duchessa di Berry nel castello de la Muette
- settembre : Fondazione de la Compagnie d'Occident et du Mississippi;

Personaggi famosi nati in quest'anno sono Maria Teresa d'Austria, il Principe di Conti (genero del Reggente), il marito di Madame de Pompadour e la Duchessa di Châteauroux;

### 1718
- marzo : Arrivo del Duca di Lorena e della sua consorte, Elisabetta Carlotta d'Orléans (sorella del Reggente);
- 31 marzo : L'Infanta Mariana Victoria di Spagna nasce a Madrid; in seguito fidanzata a Luigi XV;
- 11 aprile : Morte della Duchessa Vedova di Vendôme;
- 7 maggio : Morte di Maria Beatrice d'Este al Castello di Saint-Germain-en-Laye; era la regina consorte dell'esiliato Giacomo II d'Inghilterra;
- 2 agosto : Quadruplice Alleanza tra Austria, Francia, la Repubblica delle Sette Province Unite e Gran Bretagna – intesa a rivedere (principalmente a spese della Spagna) i trattati che ponevano fine alla guerra di successione spagnola;
- 24 settembre : fine della Polisinodia e ripristino dei ministri;
- 4 dicembre : la Banque générale diventa la Banque Royale;
- dicembre scoperta della Conspiration de Cellamare capeggiata dal Duca di Maine e sua moglie Anna Luisa Benedetta di Borbone; la congiura aveva lo scopo di collocare Filippo V di Spagna a capo della reggenza in Francia con l'aiuto dell'ambasciatore spagnolo "príncipe di Cellamare"; il Duca e la Duchessa sono esiliati dalla corte e ritornarono nel 1720 alla loro residenza al Castello di Sceaux;

### 1719
- 9 gennaio : Dichiarazione di guerra alla Spagna;
- 15 aprile : Morte di Madame de Maintenon alla Saint-Cyr-l'École;
- maggio : fondazione della Compagnia britannica delle Indie orientali ad opera John Law;
- 21 luglio : Morte di Maria Luisa Elisabetta d'Orléans; figlia prediletta del Reggente; La Duchessa di Berry era rimasta incinta, presumibilmente del capitano della sua guardia, il comte de Riom e partorì una bambina nata morta il 2 aprile 1719 in una stanza appartata del suo palazzo al Lussemburgo.

### 1720
- 5 gennaio : John Law diventa Contrôleur général des finances;
- 11 febbraio : Matrimonio di Carlotta Aglae d' Orléans con il Principe Ereditario di Modena al Palazzo delle Tuileries;
- marzo : Peste di Marsiglia;
- 21 marzo : Morte di Maria Anna di Borbone, moglie del Duca di Borbone;
- 26 marzo : Esecuzione dei capi della Cospirazione di Pontcallec contro la Reggenza.

### 1721
- Pubblicazione delle Lettere persiane di Montesquieu; negoziati tra il Reggente e Pietro I di Russia cominciano riguardo alla proposta di matrimonio dell'unico figlio legittimo del Reggente con una delle figlie dell'Imperatore, e cioè sia la Granduchessa Anna Petrovna o la futura Elisabetta di Russia; i piani fallirono e Luigi d'Orléans si sposerà nel 1724;
- 6 gennaio : Arresto di Louis Dominique Bourguignon;
- 27 marzo : Alleanza tra Spagna e Francia;
- maggio : Visita di Mehmet Effendi, ambasciatore turco;
- 18 luglio : Morte di Antoine Watteau;
- 17 settembre : Morte della Granduchessa di Toscana; cugina del Reggente;
- 29 dicembre : Nascita della futura Madame de Pompadour;
- A Maria Anna di Borbone viene affidato l'incarico dell'educazione dell'Infanta in Francia;

### 1722
- Madame la Duchesse Douairière comincia la costruzione del Palazzo Borbone a Parigi, da un progetto dell'architetto italiano Lorenzo Giardini, approvato da Jules Hardouin Mansart;
- 20 gennaio : Matrimonio di Luisa Elisabetta d’Orléans con il futuro Luigi I di Spagna;
- 10 marzo : Arrivo a Parigi dell'Infanta Mariana Victoria di Spagna, figlia di Filippo V di Spagna e di Elisabetta di Parma;
- 15 giugno : Luigi XV e la corte tornano a Versailles; il Reggente occupa i vecchi appartamenti di suo cugino, il defunto Luigi, il Gran Delfino (1661–1711);
- 22 agosto : Guillaume Dubois diventa Primo Ministro del Reggente;
- 25 ottobre : Incoronazione di Luigi XV nella Cattedrale di Notre-Dame a Reims;
- 8 dicembre : Morte di Elisabetta Carlotta del Palatinato (Madame), madre del Reggente;

### 1723
- Luigi XV ordina i progetti per cominciare la costruzione del futuro Salon d'Hercule;
- 2 febbraio : Matrimonio segreto del Conte di Tolosa con Marie Victoire de Noailles (vedova del figlio di Mme de Montespan) a Parigi; il loro matrimonio fu annunciato solo dopo la morte del Reggente;
- 16 febbraio : Maggiore età di Luigi XV;
- 23 febbraio : Morte di Anna di Baviera, Principessa Madre del Condé;
- 10 agosto : Morte di Dubois; Ruolo di Primo Ministro in seguito ricoperto da Luigi Enrico, Duca di Borbone;
- 2 dicembre : Morte del Reggente al Palazzo di Versailles;

### La Polisinodia
Ci furono sette parti della Polisinodia ciascuna delle quali aveva propri ministri per la Reggenza:
1. Consiglio di Coscienza (Conseil de Conscience)
  1. Tra i membri erano inclusi: il Cardinale de Noailles, Armand Bazin de Bezons (Arcivescovo di Bordeaux), Henri François d'Aguesseau, René Pucelle, il Cardinale Fleury.
2. Consiglio degli Affari Esteri (Conseil des Affaires étrangères, guidato da Nicolas Chalon du Blé)
3. Consiglio di Guerra (Conseil de la Guerre). Tra i membri: il Duca di Villars, Dominique-Claude Barberie de Saint-Contest, il Principe di Conti, il Duca di Maine, Louis Henri de La Tour d'Auvergne, il Duca di Gramont, Claude le Blanc.
4. Consiglio della Marina (Conseil de la Marine, guidato dal Conte di Tolosa)
5. Consiglio delle Finanze (Conseil des Finances, guidato dal Duca di Noailles)
6. Consiglio degli Affari del Regno (Conseil des Affaires du Dedans du Royaume, guidato dal Duca d'Antin – fratellastro del Duca di Maine e del Conte di Toulouse); tra i membri: il Marchese de Harlay, de Goissard, il Marchese di Argenson,
7. Consiglio del Commercio (Conseil du Commerce)

## Generale

### Persone

#### Gli uomini
- Filippo d'Orléans (2 agosto 1674 – 2 dicembre 1723) Nato nel palazzo di suo padre a Saint-Cloud, fu Duca di Chartres dalla nascita; sua madre, a cui fu molto legato, era una principessa tedesca del Palatinato di nome Elisabetta Carlotta. Nel 1692 sposò sua cugina di primo grado, Francesca Maria di Borbone – la più giovane delle figlie illegittime dello zio di Filippo Luigi XIV e Madame de Montespan. Morì a Versailles tra le braccia della sua amante;
- Luigi Enrico di Borbone, Duca di Borbone (18 agosto 1692 – 27 gennaio 1740) figlio di Luigi III, Principe di Condé e Luisa Francesca di Borbone, era quindi nipote di Filippo d'Orléans e fu il Primo Ministro di Francia tra 1723–26; fu un grande rivale del Reggente e del Casato d'Orléans in generale;
- Luigi Augusto di Borbone, Duca di Maine (31 marzo 1670 – 14 maggio 1736) figlio prediletto di Luigi XIV e di Madame de Montespan, era disprezzato dai Principi del sangue a causa dei suoi continui onori e grandi ricchezze che accumulò da suo padre – nonché per la sua illegittimità; morì a Sceaux all'età di 66 anni;
- John Law (pronunciato "Jean Lass") (21 aprile 1671 – 21 marzo 1729) fu un economista scozzese che riteneva che il denaro fosse solo un mezzo di scambio che non costituiva ricchezza in sé e che la ricchezza nazionale dipendeva dal commercio. A lui si deve la Compagnia del Mississippi e un caotico crollo economico in Francia; morì a Venezia;

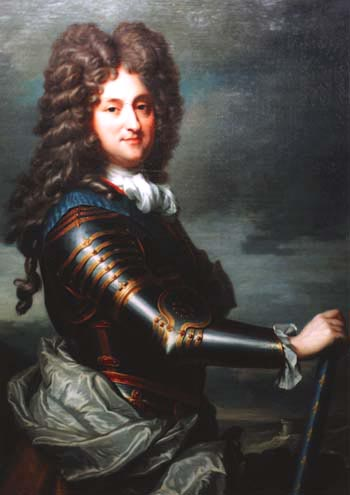
Il Duca d'Orléans, Régent du royaume.
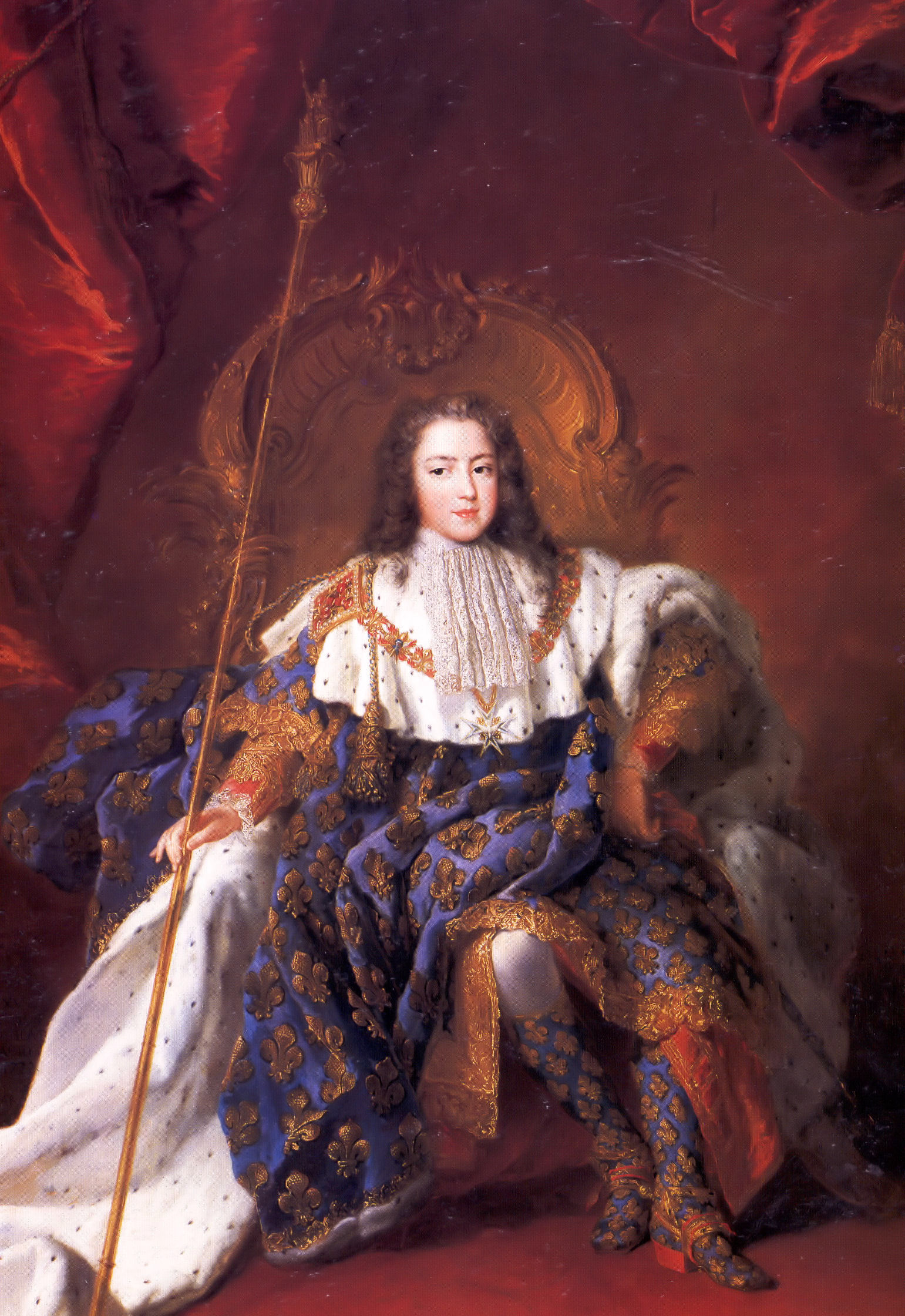
Luigi XV di Francia nel 1723; Rigaud
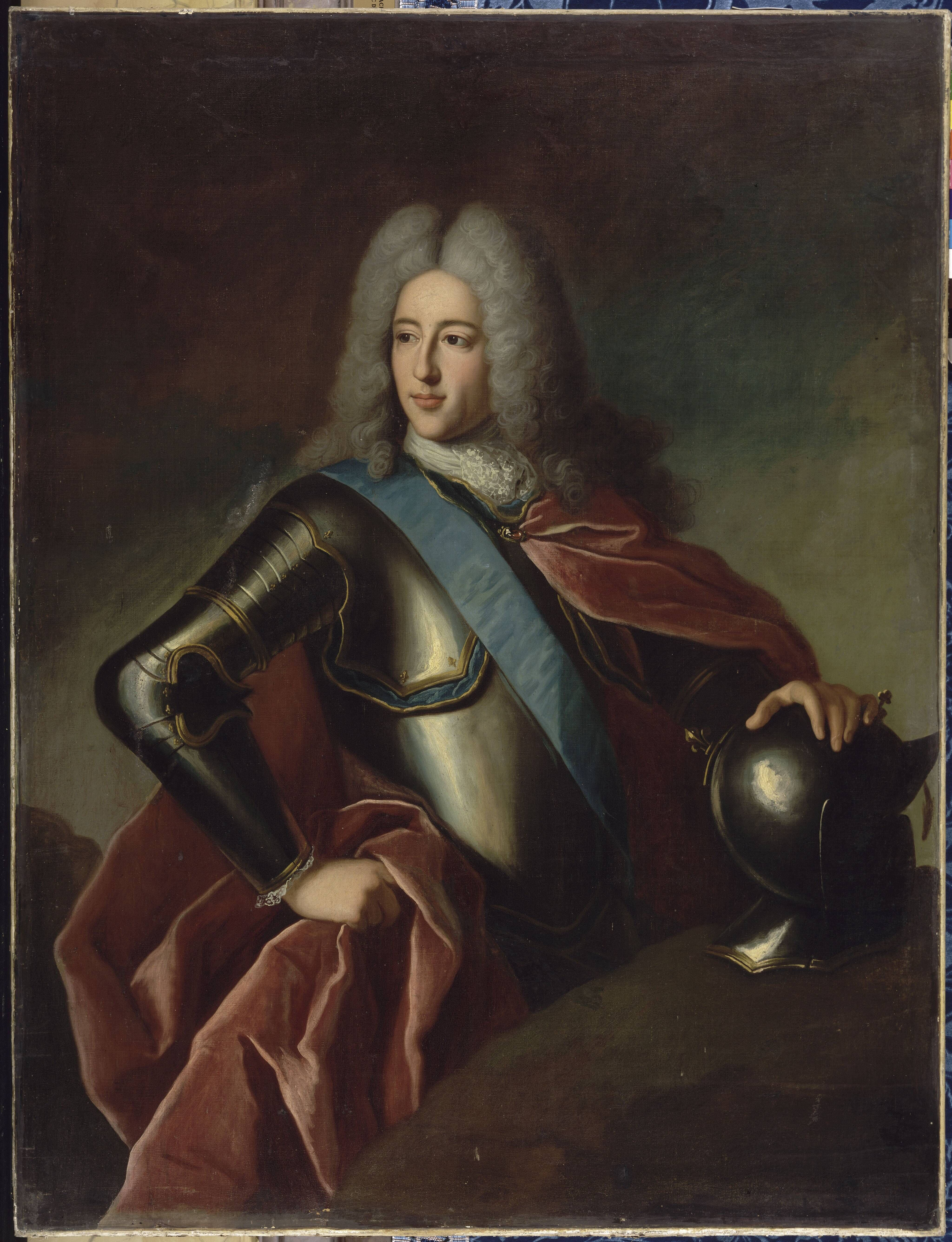
Luigi Enrico di Borbone
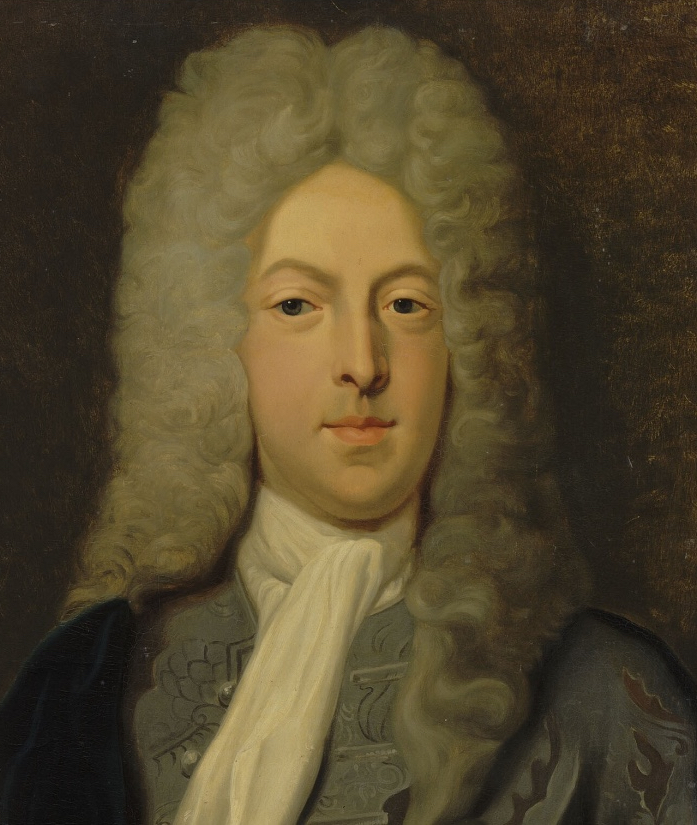
John Law che riformò le finanze francesi

#### Le donne
- L'Infanta Mariana Victoria di Spagna (31 marzo 1718 – 15 gennaio 1781) fu la figlia maggiore di Filippo V di Spagna e della sua seconda moglie Elisabetta di Parma; nata a Madrid, si trasferì in Francia nel 1721 e visse nel Palazzo delle Tuileries a Parigi con il suo promesso sposo; il fidanzamento fu rotto a causa delle relazioni tese per il matrimonio di una delle figlie del Reggente con uno dei figli di Filippo V. L'Infanta fu rimandata in Spagna e in seguito sposò il futuro Giuseppe I del Portogallo; l'attuale famiglia imperiale brasiliana discende da Filippo d'Orléans, Luigi XV nonché da Mariana Victoria;
- Francesca Maria di Borbone (4 maggio 1677 – 1º febbraio 1749) era una figlia illegittima di Luigi XIV e di Madame de Montespan. Sposò Filippo d'Orléans e fu la madre dei suoi otto figli, incluso il successivo Duca d'Orléans; morì al Castello di Saint-Cloud all'età di 71 anni;
- Anna Luisa Benedetta di Borbone (8 novembre 1676 – 23 gennaio 1753) fu la moglie del Duca di Maine e quindi nuora di Luigi XIV; era una dei nemici più accaniti del Reggente ed era la zia del Duca di Borbone; era anche la nipote del Grand Condé; tenne la sua corte a Sceaux e fu esiliata a Digione dopo che fu scoperta la Congiura di Cellamare; morì a Parigi dopo essere sopravvissuta alla maggior parte della sua generazione;

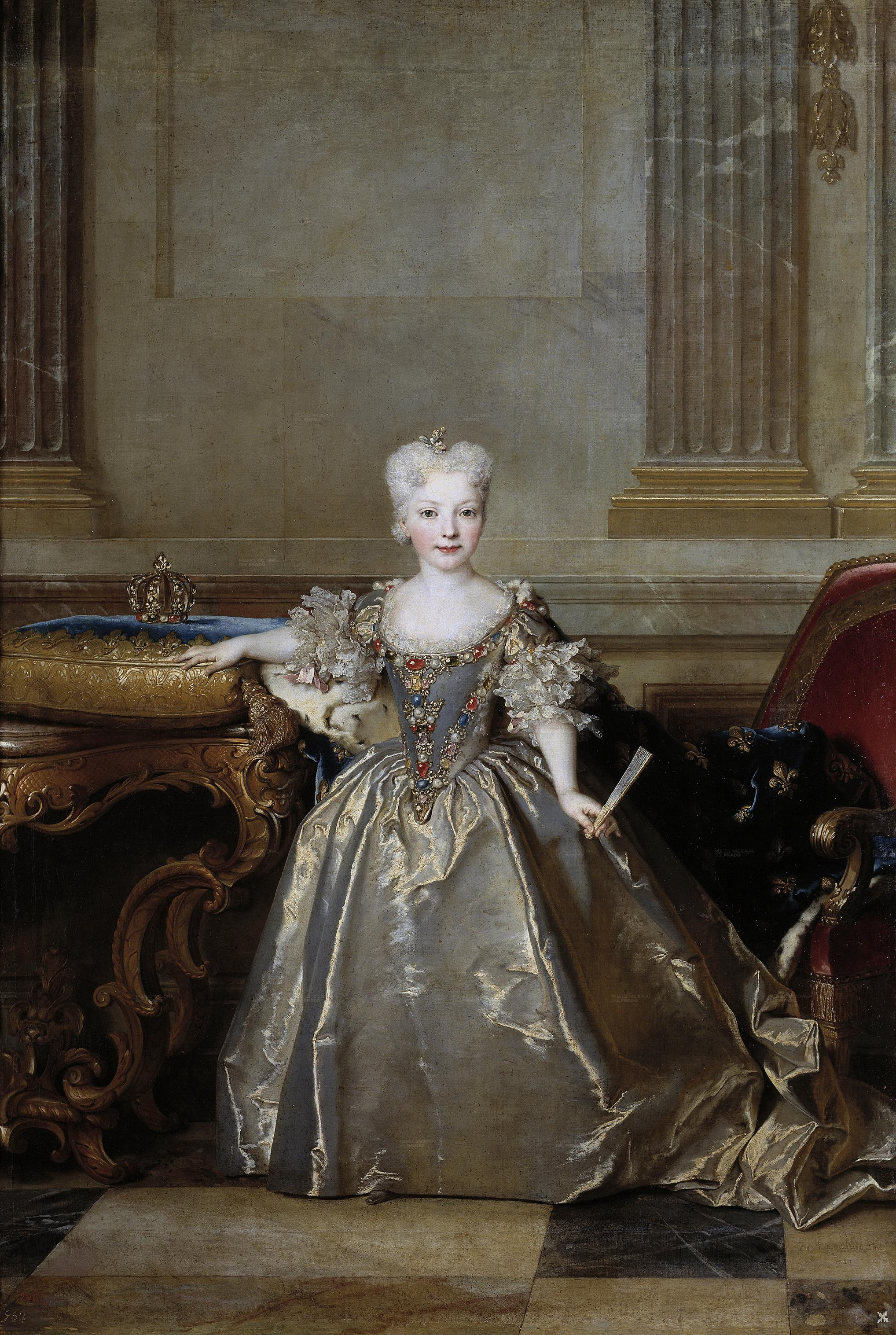
L'Infanta Mariana Victoria di Spagna
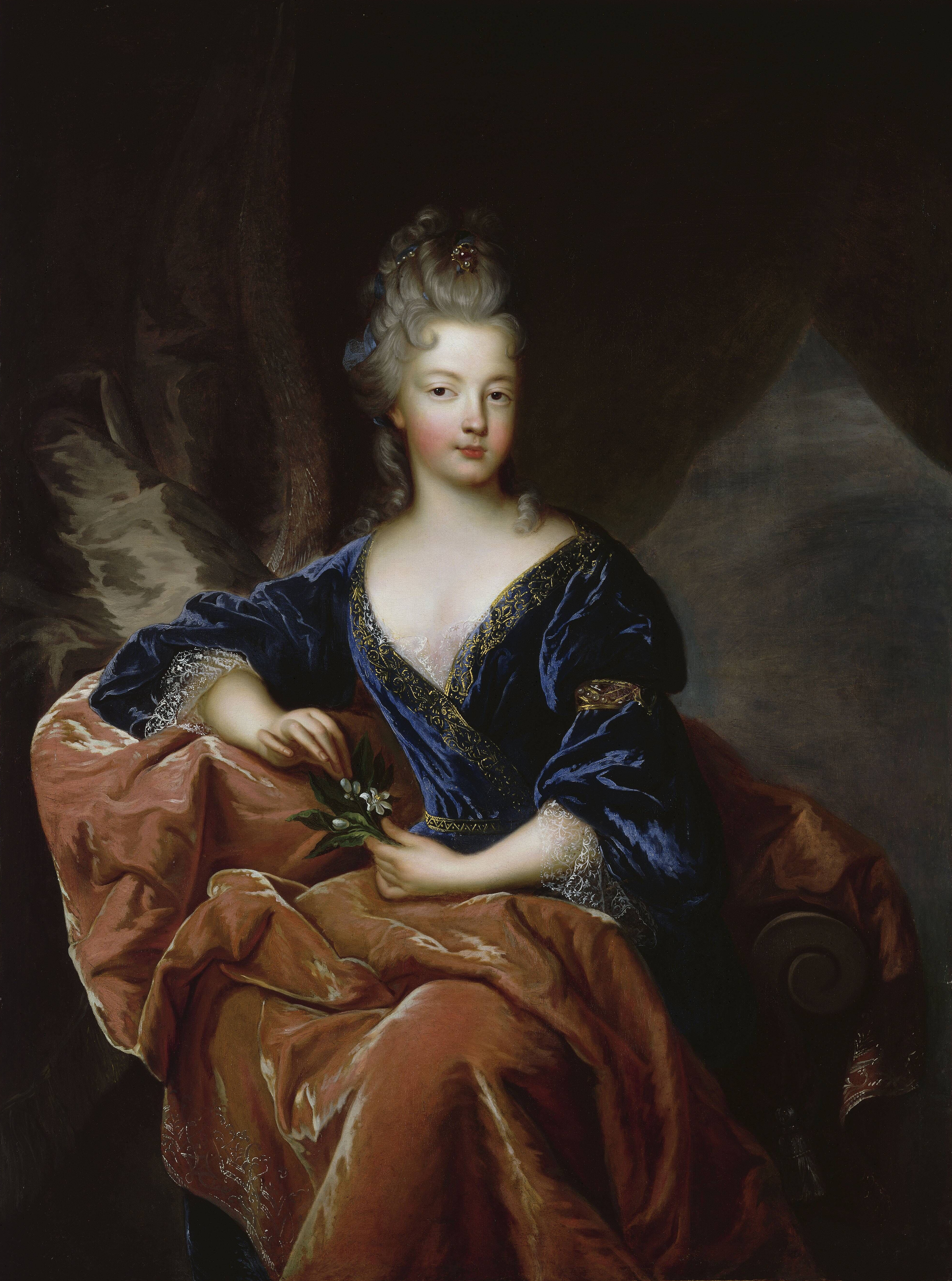
Francesca Maria di Borbone, duchesse d'Orléans
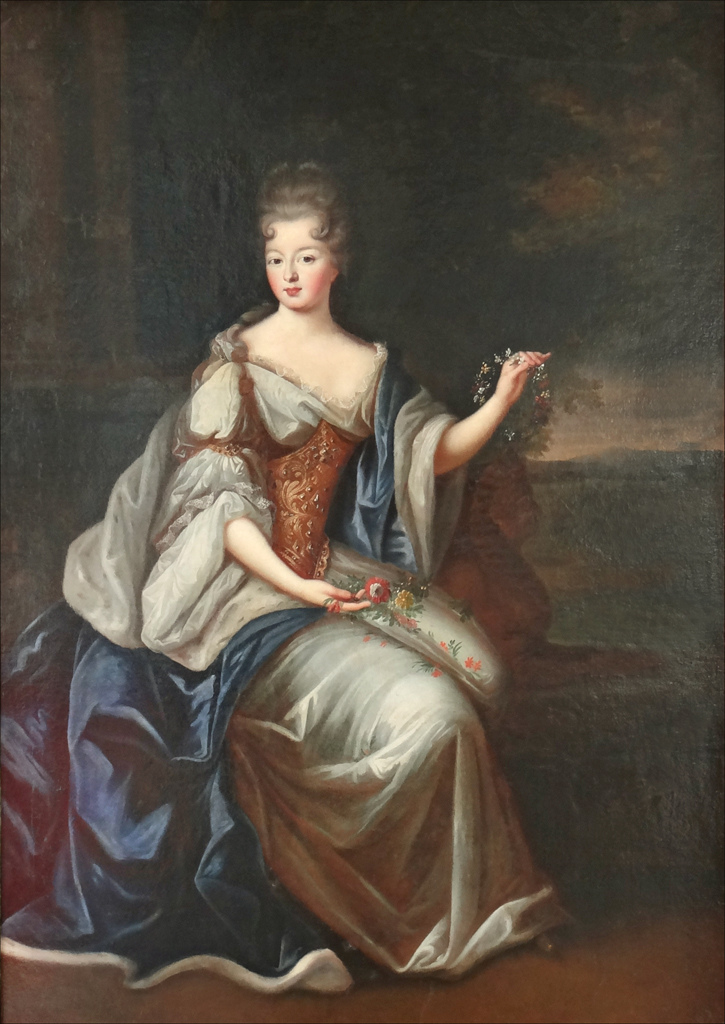
Anna Luisa Benedetta di Borbone, duchesse du Maine

### I Luoghi
- Palazzo di Versailles : Luogo di nascita di Luigi XV e residenza della corte francese prima e dopo la Reggenza; fu a Versailles che il Duca d'Orléans morì nel 1723;
- Palais-Royal : residenza parigina del Casato d'Orléans; è da lì che il Reggente gestiva gli affari di stato, anche la sua ultima figlia, Luisa Diana, nacque in questo palazzo;
- Palais des Tuileries : la residenza d'infanzia di Luigi XV durante la Reggenza; Luigi XV fu sistemato nei Grand Appartements di Luigi XIV situati al secondo piano.

### Politica

#### Politica interna
Il periodo della Régence segnò una momentanea eclissi di Versailles come centro del processo decisionale del potere in Francia, poiché la corte del Reggente venne spostata al Palais Royal di Parigi. Il periodo segnò invece l'ascesa dei salotti parigini, sia come centri culturali che come luoghi di incontri letterari e nuclei di discreta resistenza liberale ad alcune politiche ufficiali. Nei salotti aristocratici di Parigi si mescolava più facilmente la nobiltà con l'alta borghesia in una nuova atmosfera rilassata di decoro, comodità e intimità.

#### Politica estera
La Régence ribaltò le alleanze tradizionali della Francia, la quale si avvicinò all'Inghilterra a diede a Filippo V di Spagna, nipote del defunto re francese, nipote del duca d'Orléans e del duca di Maine nonché erede concorrente, il pretesto per reclamare tanto più ragionevolmente il trono francese in caso di morte del giovane Luigi XV, di salute cagionevole sin dalla tenera età.
Il 10 ottobre 1716, si concluse l'alleanza tra Gran Bretagna e Francia. Il 4 gennaio 1717, venne a sua volta conclusa la Triplice alleanza all'Aia tra la Gran Bretagna, le Province Unite ed il Regno di Francia. Il 2 agosto 1718, venne costituita la Quadruplice Alleanza tra Gran Bretagna, Regno di Francia, Austria e Ducato di Savoia.
Nel 1718, con la congiura di Cellamare, la Spagna (ed in particolare il suo primo ministro, il cardinale Giulio Alberoni) alleata col duca del Maine, progettarono di rovesciare il reggente e concludere prematuramente il periodo della Régence. Il duca e la duchessa del Maine vennero però scoperti ed arrestati entrambi per cospirazione; separati nelle prigioni di Doullens e Digione, vennero poi graziati per ordine del re nel 1721.
Le ambizioni di Filippo V, del resto, vennero messe a tacere nel 1720 a conclusione della Guerra della Quadruplice Alleanza che anzi lo costrinse a rientrare nel gruppo di nazioni tra loro alleate, ma con un atteggiamento diverso rispetto alla propria politica estera in Europa.
Il 13 giugno 1721, il Trattato di Madrid istituì l'alleanza tra Spagna, Francia e Inghilterra.
Il 25 ottobre 1722, Luigi XV venne incoronato ufficialmente a Reims.

### Le finanze
Quando Luigi XIV morì, il tesoro di stato era vuoto e le entrate previste per i due anni successivi erano già state spese. Il debito pubblico si attestava a 2,8 miliardi di livres, un record, per 69 milioni di entrate contro i 132 milioni di spesa annua. Pur nella spasmodica ricerca di denaro, le borse di Amsterdam, Londra e Ginevra, all'epoca evitarono sistematicamente di far credito della Francia. Questa "febbre dell'oro" spinse quindi le autorità francesi a prendere decisioni quantomeno arbitrarie.
L'idea principale per accumulare denaro era il mancato passaggio attraverso decreti del reggente, bensì dalla presenza di un consiglio delle finanze. Il 4 novembre 1715, una decisione del consiglio obbligava "gli appaltatori, i subappaltatori e altri uomini d'affari, a rendere conto della loro gestione" allo stato e di conseguenza a versare i vari tributi previsti con maggiore attenzione rispetto al passato. A dicembre, il luigi d'oro che nel 1709 era stato ufficialmente quotato a 20 lire, a gennaio del 1716 subì una pesante svalutazione. L'intendente delle finanze Charles-Henri Malon de Bercy (1678-1742) venne licenziato dal suo incarico, così come altri due controllori, Pontchartrain e Desmarets. Il 18 settembre 1716, il reggente e d'Argenson presentarono un nuovo progetto per le imposte. Diversi impiegati furono duramente condannati, i loro beni confiscati per appropriazione indebita con casi come Paparel (che fece scalpore), Dumoulin, Penot, Chartier, ecc. Le Peletier des Forts venne arrestato a novembre, seguito da una campagna con altri 19 arresti poco dopo. Il reggente riuscì ad evitare che i banchieri Antoine Crozat, Samuel Bernard e i fratelli Pâris, nonché il duca di Borbone subissero tale infamia, dietro pagamento. Lo Stato sperava, inizialmente, di recuperare quasi 150 milioni da questa operazione di modo da poter saldare buona parte dei propri debiti.
Parallelamente fu lo stato francese a liberalizzare il gioco d'azzardo, la finanza speculativa e i cabaret, autorizzando inoltre la creazione di molte lotterie private, caritatevoli e a scopi commerciali, imponendo su di esse una tassa che giovava alle finanze dello stato.

#### Il sistema di Law

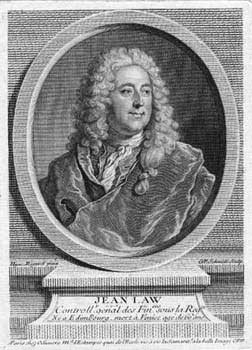
John Law in una litografia d'epoca

Durante l'anno 1716, il reggente di Francia venne a conoscenza delle proposte economiche del banchiere scozzese John Law e decise di convocarlo a corte per meglio comprendere come il suo ideale economico potesse giovare alla Francia della sua epoca che si trovava per l'appunto in grave dissesto finanziario. Law aveva elaborato un sistema audace che sottolineava come un paese fosse tanto più ricco quanto più fosse in grado di commerciare con l'estero, dal momento che il commercio dipendeva esclusivamente dall'abbondanza del denaro e dalla velocità della sua circolazione. Quanto al denaro, essendo solo uno strumento di scambio di merci, la sua natura non aveva importanza. Law riteneva non fosse necessario ricorrere all'oro e all'argento, metalli rari che mancavano in molti paesi, ma che fosse molto più pratico e conveniente ricorrere alla cartamoneta, che è molto più facile da fabbricare e trasportare.

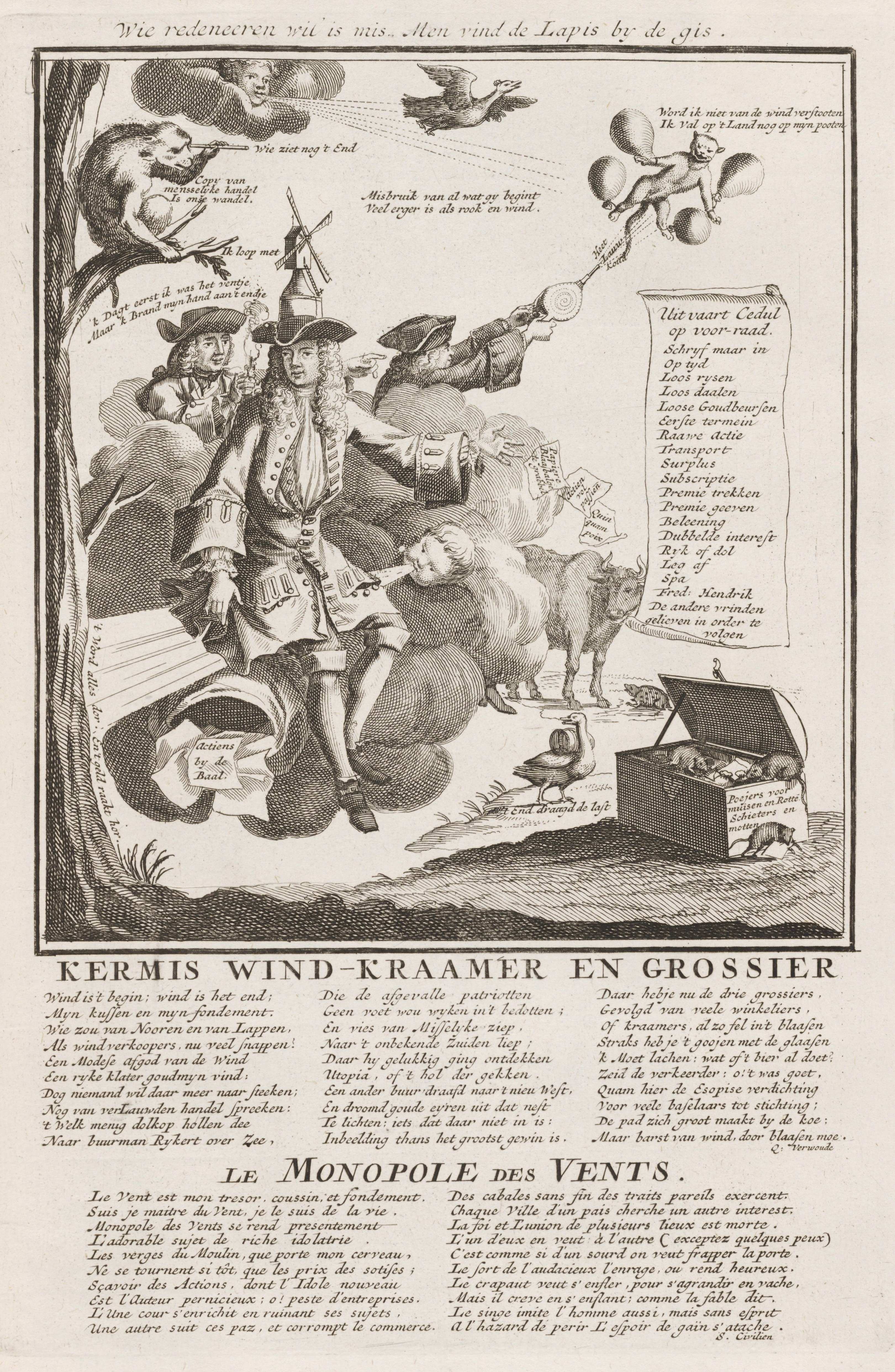
Vignetta satirica sulla bancarotta francese indotta dal "Sistema Law"

Lo stato, perciò, doveva diventare sostanzialmente una banca esso stesso ed iniziare a produrre cartamoneta che, all'occorrenza, potesse essere cambiata con un valore eguale in oro o in argento. Law riteneva inoltre che lo stato per primo dovesse entrare nel mondo del commercio, ripianando così con i profitti il proprio debito pubblico.
Filippo d'Orleans permise a Law di fondare in Francia la Banque Générale, una banca privata che però operava per conto dello stato francese, ricevendo depositi in denaro, concedendo prestiti ai commercianti che li abbisognassero ed emettendo banconote rimborsabili in contanti metallici. Gli affari di questa banca andavano a gonfie vele, al punto che venne riconosciuta come banco di stato col nome di Banque Royale dal gennaio del 1719. Parallelamente, Law fondò una società per azioni chiamata Compagnie du Mississipi e poi rinominata Compagnie d'Occident e poi Compagnie perpetuelle des Indes (1719): questa ricevette il monopolio di tutto il commercio coloniale francese, prendendo anche il posto di commercianti locali nella riscossione delle imposte indirette. All'inizio del 1720, Law fuse la Banque Générale con la Compagnie perpetuelle des Indes, ma quest'operazione si rivelò un azzardo: i costi erano elevati per l'acquisto delle azioni e le rendite apparivano minime, il che scoraggiava il pubblico ad interessarsene.
Non appena il valore delle azioni iniziò a scendere, il pubblico perse anche la fiducia nelle banconote e ne chiese il rimborso in oro e argento. Poiché il valore delle banconote emesse superava di gran lunga le disponibilità di liquidità della banca, la banca fallì e Law fuggì dalla Francia braccato dai creditori.
Grazie a quest'esperienza, ad ogni modo, il commercio marittimo francese aveva però ricevuto un forte impulso, in particolare nelle città portuali di Lorient, Nantes, Bordeaux e Marsiglia.

### Storia dell'arte
Nelle arti, lo stile della Régence è segnata dall'inizio Rococò, caratterizzato dai dipinti di Antoine Watteau (1684–1721).
Il Rococò si sviluppò per primo nelle arti decorative e nell'arredamento. La successione di Luigi XIV portò un cambiamento negli artisti di corte e una moda artistica generale. Alla fine del regno del vecchio re, i ricchi disegni barocchi stavano dando strada a elementi più leggeri, con più curve e motivi naturali. Questi elementi sono evidenti nei disegni architettonici di Nicolas Pineau. Durante la Régence, la vita di corte si allontanò da Versailles e questo cambiamento artistico divenne ben definito, prima nel palazzo reale e poi in tutta l'alta società francese. La delicatezza e la giocosità dei disegni del rococò è spesso vista come perfettamente in sintonia con gli eccessi del regime di Luigi XV.
Il decennio del 1730 ha rappresentato il culmine dello sviluppo del Rococò in Francia. Lo stile si era diffuso oltre l'architettura e l'arredamento alla pittura e alla scultura, esemplificato dalle opere di Antoine Watteau e François Boucher. Il Rococò mantenne ancora il gusto Barocco per le forme complesse e per gli schemi intricati, ma a questo punto, aveva cominciato a integrare una vasta gamma di caratteristiche diverse, tra cui il gusto per i disegni orientali e composizioni asimmetriche.

### Colonialismo
La Régence è anche la parola francese abituale per indicare i regimi pre-indipendenza nei paesi del Nord Africa occidentale, i cosiddetti Stati barbareschi. Era applicata ai primi stati barbareschi (i paesi magrebini del Nord Africa) che erano di fatto indipendenti (dominati da governatori militari, appena principi di fatto, denominati dey, bey o beylerbey, e dal raʾīs, i corsari musulmani), ma nominalmente una provincia ottomana.
L'espansione coloniale francese non si era limitata, tuttavia, al Nuovo Mondo. In Senegal nell'Africa occidentale, i francesi cominciarono a istituire posti di scambio lungo la costa nel 1624. Nel 1664, fu fondata la Compagnia francese delle Indie orientali per competere nel commercio con quella dell'est. Colonie furono fondate in India a Chandernagore (1673) e Pondicherry nel sud-est (1674) e in seguito a Yanam (1723), Mahe (1725), e Karikal (1739). Colonie furono anche fondate nell'Oceano Indiano, sull'Île de Bourbon (Réunion, 1664), Isle de France (attuali Mauritius, 1718), e le Seychelles (1756).